# Représentations diplomatiques du Kosovo
Cette page est une liste des représentations diplomatiques du Kosovo.
Le Kosovo possède 33 ambassades à l'étranger. Depuis la déclaration d'indépendance du Kosovo, le pays est reconnu par 112 États membres des Nations unies, ainsi que par l'Ordre souverain militaire de Malte, les Îles Cook et Niue.

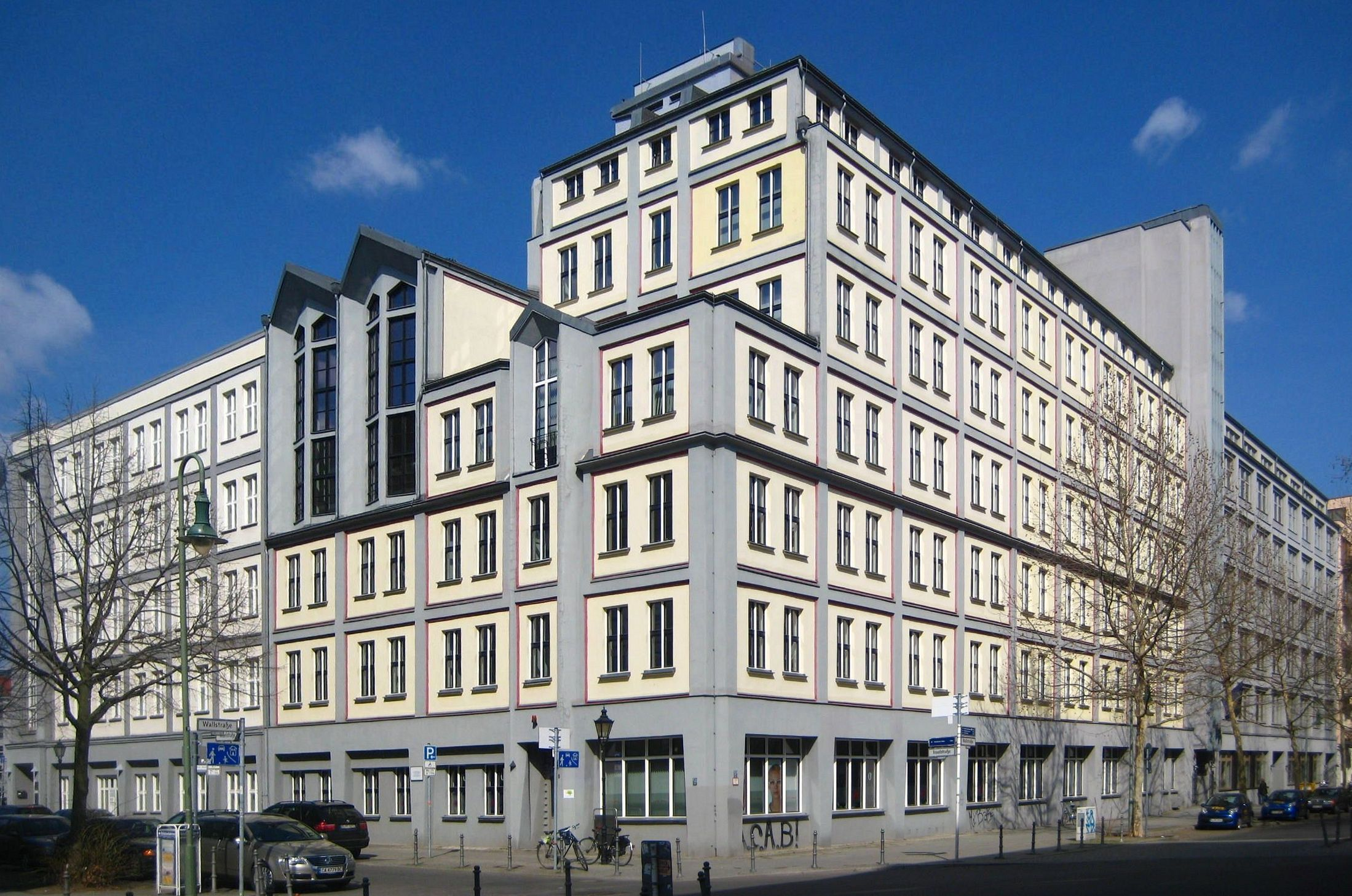
Ambassade du Kosovo à Berlin.

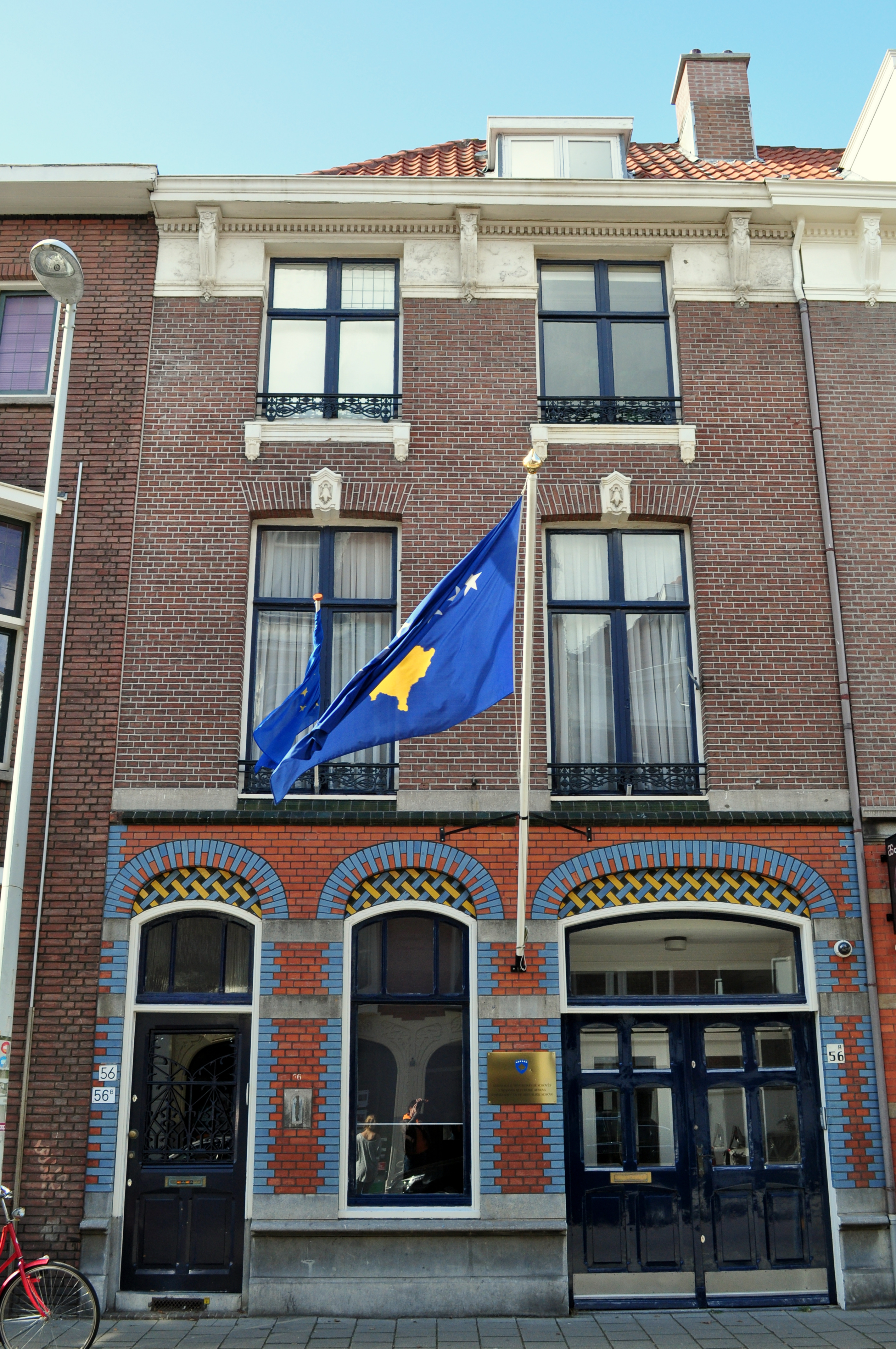
Ambassade du Kosovo à La Haye.

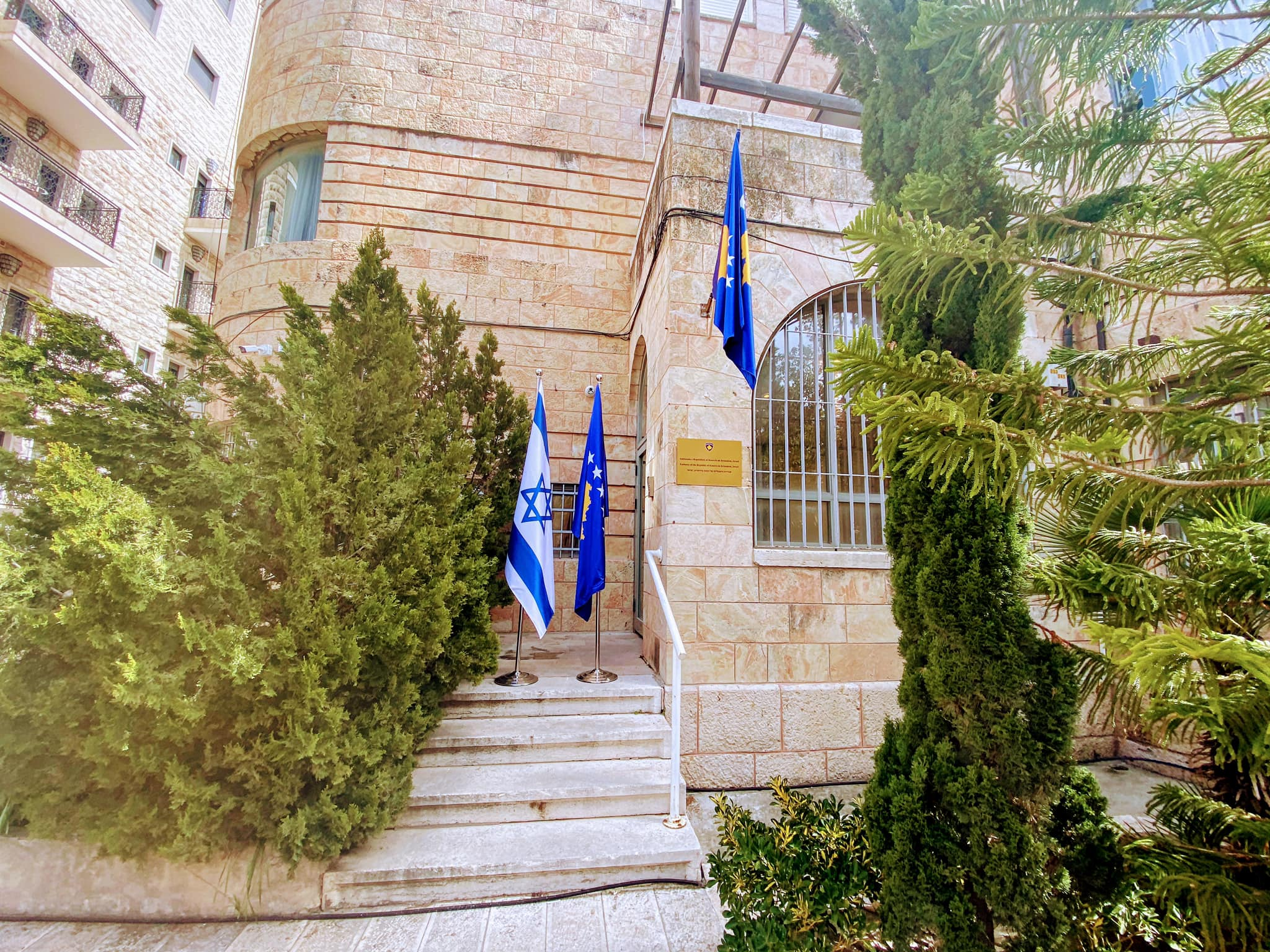
Ambassade du Kosovo à Jérusalem.

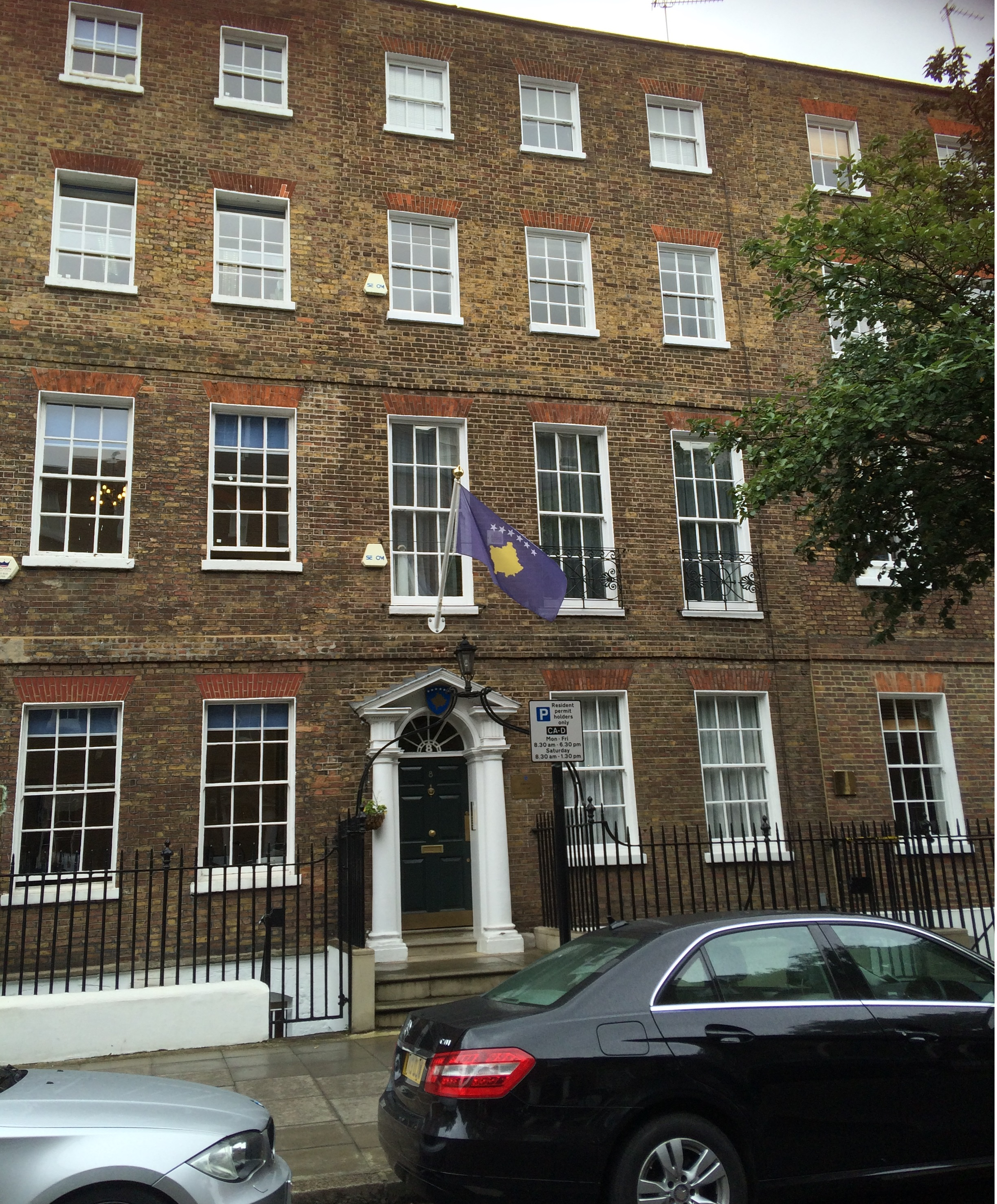
Ambassade du Kosovo à Londres.

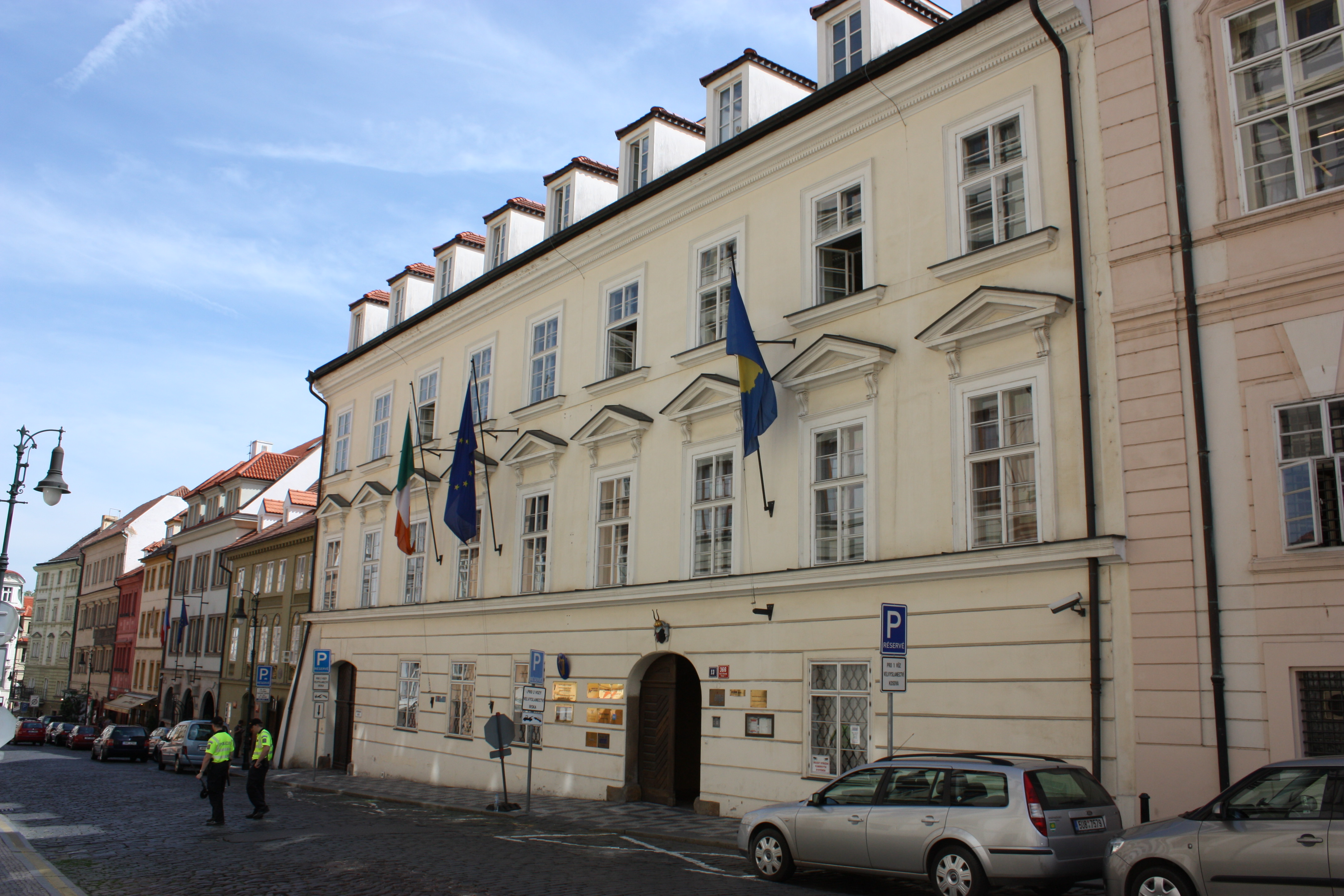
Ambassade du Kosovo à Prague.

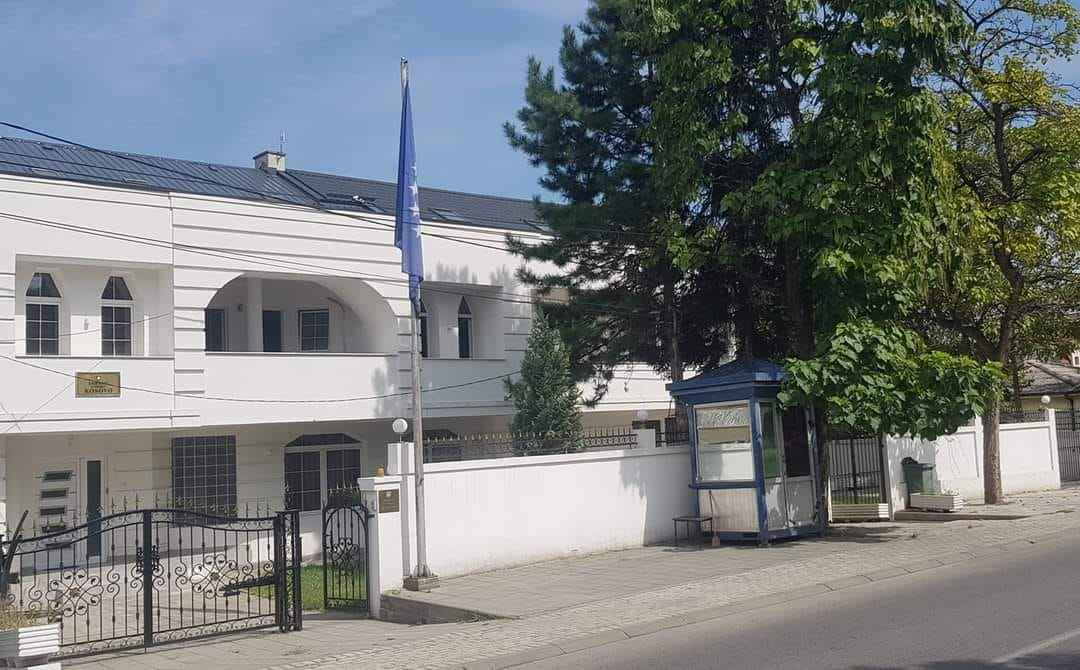
Ambassade du Kosovo à Skopje.

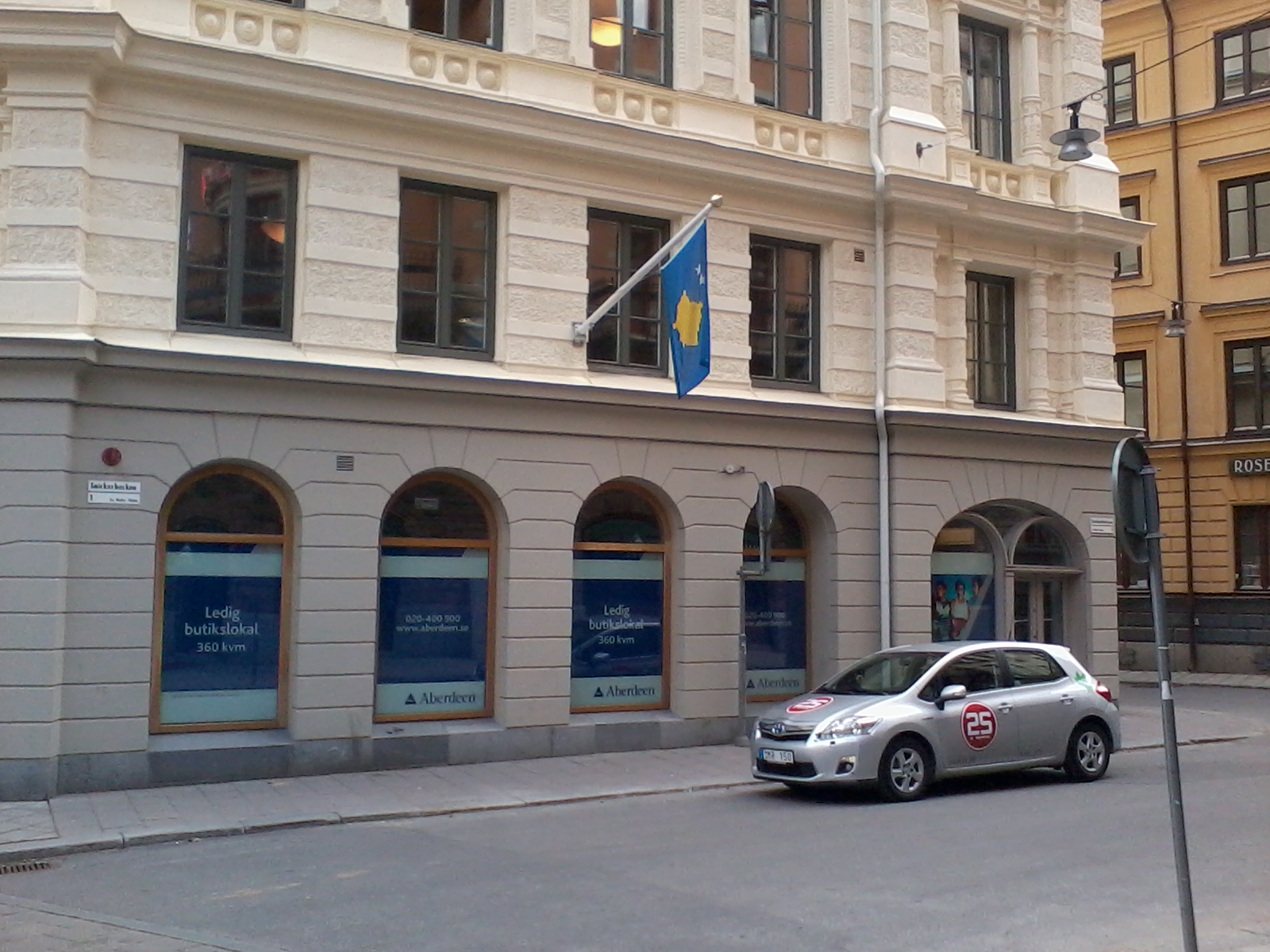
Ambassade du Kosovo à Stockholm.

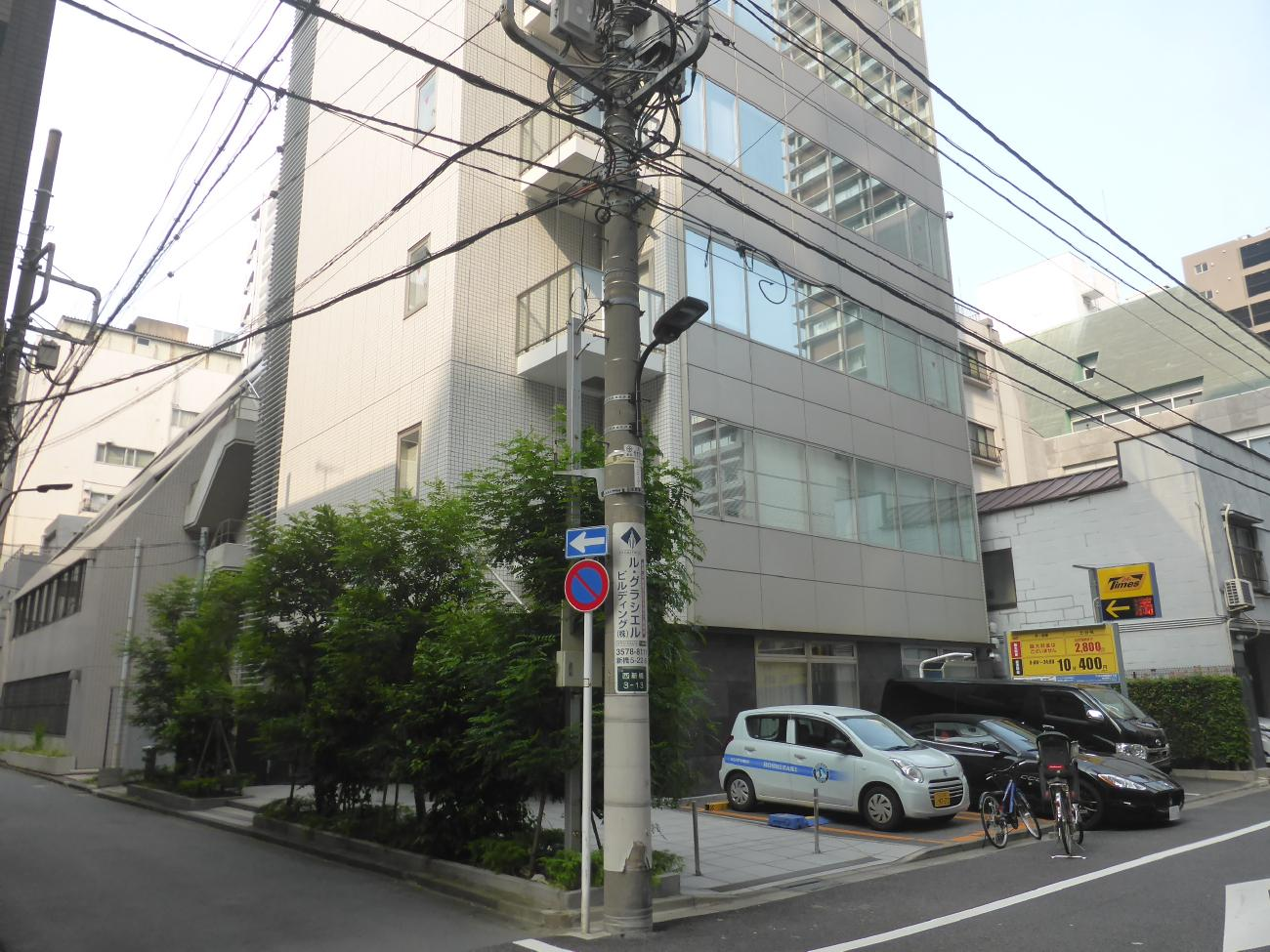
Ambassade du Kosovo à Tokyo.

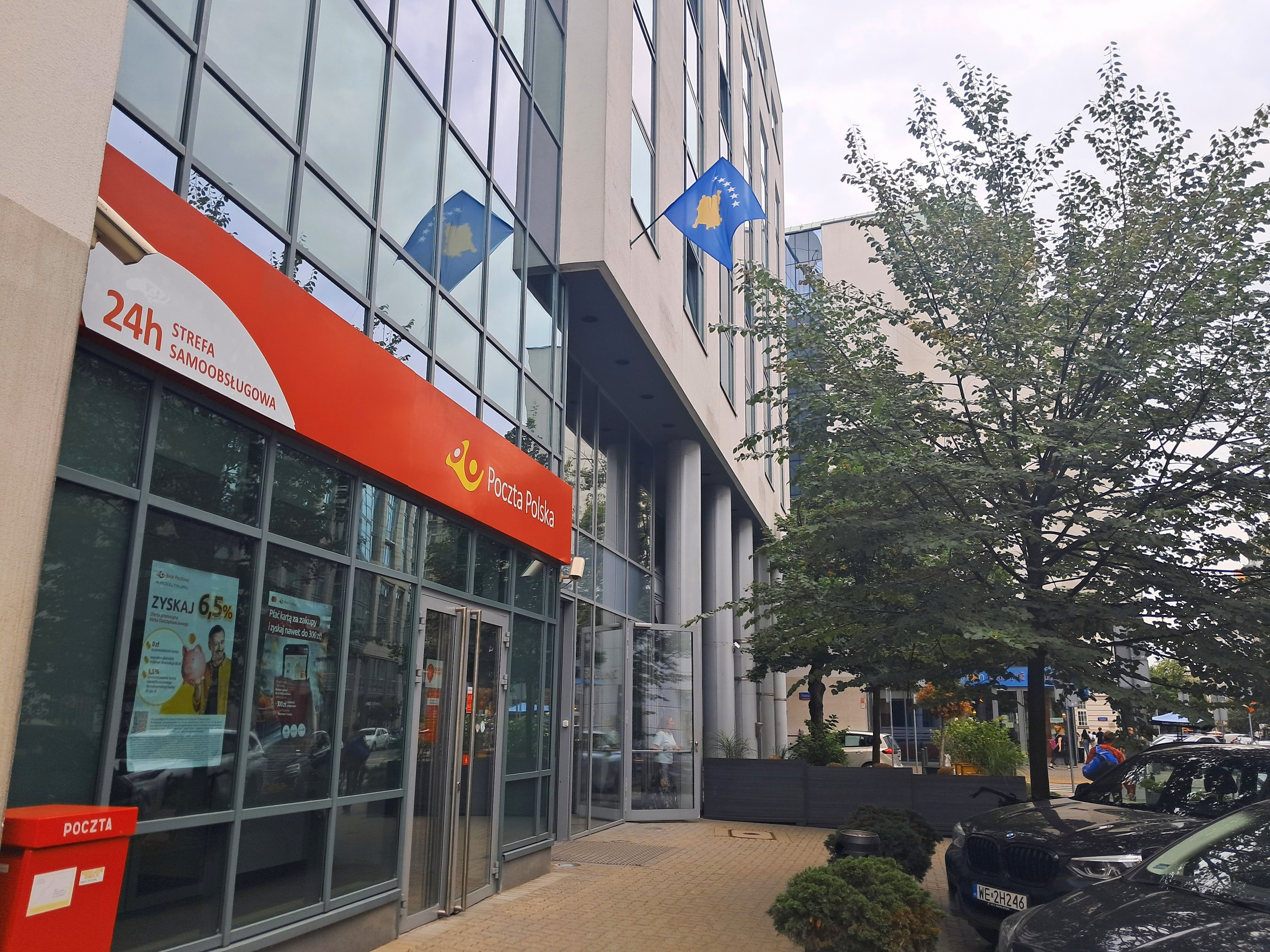
Consulat du Kosovo à Varsovie.

## Afrique
- Sénégal
  - Dakar (ambassade)[1]

## Amérique
- Canada
  - Ottawa (ambassade)
  - Toronto (consulat général)
- Colombie
  - Bogotá (ambassade)
- États-Unis
  - Washington (ambassade (en))
  - Des Moines (consulat général)
  - New York (consulat général)
- Panama
  - Panama (ambassade)[2]

## Asie
- Arabie saoudite
  - Riyad (ambassade)
- Bangladesh
  - Dhaka (ambassade)[3]
- Émirats arabes unis
  - Abou Dabi (ambassade)
- Israël
  - Jérusalem (ambassade)[4],[5],[6]
- Japon
  - Tokyo (ambassade)
- Qatar
  - Doha (ambassade)[7]
- Thaïlande
  - Bangkok (ambassade)[8],[9],[10]
- Turquie
  - Ankara (ambassade)
  - Istanbul (consulat général)

## Europe
- Albanie
  - Tirana (ambassade)
- Allemagne
  - Berlin (ambassade)
  - Düsseldorf (consulat général)
  - Munich (consulat général)
  - Francfort (consulat)
  - Stuttgart (consulat)
- Autriche
  - Vienne (ambassade)
- Belgique
  - Bruxelles (ambassade)
- Bulgarie
  - Sofia (ambassade)
- Croatie
  - Zagreb (ambassade)
- Tchéquie
  - Prague (ambassade)
- Danemark
  - Copenhague (consulat)
- France
  - Paris (ambassade)
  - Strasbourg (consulat général)[11]
  - Lyon (consulat)
- Hongrie
  - Budapest (ambassade)
- Italie
  - Rome (ambassade)
  - Milan (consulat général)[12]
  - Bari (bureau consulaire)[13]
- Macédoine du Nord
  - Skopje (ambassade)
  - Struga (consulat général)
- Monténégro
  - Podgorica (ambassade)[14]
- Norvège
  - Oslo (ambassade)[15]
- Pays-Bas
  - La Haye (ambassade)
- Pologne
  - Varsovie (consulat général)
- Portugal
  - Lisbonne (ambassade)[16],[17],[18],[19]
- Royaume-Uni
  - Londres (ambassade (en))
- Serbie
  - Belgrade (bureau de liaison)[20]
- Slovénie
  - Ljubljana (ambassade)
- Suède
  - Stockholm (ambassade)
- Suisse
  - Berne (ambassade)
  - Genève (consulat général)
  - Zurich (consulat)

## Océanie
- Australie
  - Canberra (ambassade)[21]

## Futures ambassades
- Colombie
  - Bogota (ambassade)[22]
- Pologne
  - Varsovie (ambassade)[16]
- Slovaquie
  - Bratislava (bureau de liaison)[23]
- Tanzanie
  - Dodoma (ambassade)[24]

## Ambassades accréditées non résidentes

### Ankara
- Jordanie
- Pakistan

### Berlin
- Danemark

### Berne
- Liechtenstein

### Bruxelles
- Estonie
- Luxembourg

### Canberra
- Îles Cook
- Nouvelle-Zélande
- Vanuatu

### Dakar
- Guinée-Bissau
- Liberia
- Tchad

### Londres
- Irlande

### Panama
- Belize
- Costa Rica
- Honduras
- Saint-Christophe-et-Niévès
- Sainte-Lucie

### Paris
- Andorre
- Monaco

### Riyad
- Maldives

### Rome
- Malte
- Saint-Marin

### Stockholm
- Finlande
- Islande
- Lettonie
- Lituanie

### Tokyo
- États fédérés de Micronésie
- Îles Marshall
- Tuvalu